# Niğde (település)
Niğde (másként: Nehita, Nekida, Nekide, Nikde) város Törökországban, Aksaray mellett. A hettiták korában Nahita néven már ismerték a települést .
Niğdében az Alaeddin-dombon található a niğdei vár, amit a 13. században kezdtek építeni, amikor I. Keykubad szultán uralkodott.

## Külső hivatkozások
- Niğde városa (Törökország)